# Waterloo (film fra 1970)
 For alternative betydninger, se Waterloo. (Se også artikler, som begynder med Waterloo)
Waterloo (russisk: Ватерлоо) er en sovjetisk-italiensk spillefilm fra 1970 af Sergej Bondartjuk.

## Medvirkende
- Rod Steiger som Napoleon
- Dan O'Herlihy som Michel Ney
- Philippe Forquet som Charles de la Bédoyère
- Gianni Garko som Antoine Drouot
- Ivo Garrani som Nicolas Jean-de-Dieu Soult